# Шаламберидзе, Михаил Артёмович
Михаил Артёмович Шаламберидзе (1907 год, село Цхрацкаро, Шорапанский уезд, Кутаисская губерния, Российская империя — неизвестно, село Цхрацкаро, Зестафонский район, Грузинская ССР) — звеньевой колхоза имени Маркса Зестафонского района, Грузинская ССР. Герой Социалистического Труда (1949).

## Биография
Родился в 1907 году в крестьянской семье в селе Цхрацкаро Шорапанского уезда. Окончил местную начальную школу. Трудился в сельском хозяйстве. В январе 1942 года призван в Красную Армию по мобилизации. Участвовал в Великой Отечественной войне. Воевал в составе 414-й стрелковой дивизии. После демобилизации возвратился в родное село. В послевоенные годы — звеньевой колхоза имени Маркса Зестафонского района.
В 1948 году звено под его руководством собрало 80,5 центнеров винограда шампанских сортов на участке площадью 3,1 гектара. Указом Президиума Верховного Совета СССР от 9 августа 1949 года удостоен звания Героя Социалистического Труда за «получение высоких урожаев винограда в 1948 году» с вручением ордена Ленина и золотой медали «Серп и Молот» (№ 4387).
Этим же указом званием Героя Социалистического Труда был награждён званием Героя Социалистического Труда труженик колхоза имени Маркса звеньевой Габо Естатиевич Копадзе.
После выхода на пенсию проживал в родном селе Цхоацкаро Зестафонского района. С 1968 года — персональный пенсионер союзного значения. Дата смерти не установлена.